# Serpentyny
Serpentyny – grupa minerałów z gromady krzemianów warstwowych. Główne serpentyny to antygoryt o strukturze blaszkowej i chryzotyl o strukturze włóknistej.
Nazwa pochodzi od łac. serpens wąż (żmija) oraz serpentinus wężowy i nawiązuje do częstego, plamistego zabarwienia minerałów i „żyłkowej”, falistej budowy.

## Właściwości
- Wzór chemiczny: ”N”od 4 do 6[(OH)od 2 do 8Si4O10] - hydrokrzemiany: magnezu, żelaza, glinu i niklu

(gdzie N przedstawia – Mg,Fe,Al lub Ni).
- Krystalizują (w większości) w układzie jednoskośnym, zwykle w postaci mikrokrystalicznych skupień.
- Zazwyczaj tworzą słabo wykształcone, drobne kryształy o pokroju: : blaszkowatym antygoryt i lizardyt, oraz włóknistym chryzotyl.
- Barwa: zazwyczaj zielona (w różnych odcieniach), bywa też biała, szara, żółtawa, brunatna.
- Połysk: szklisty, woskowy, tłusty (antygoryt, lizardyt); jedwabisty (chryzotyl).
- Łupliwość: doskonała, jednokierunkowa (antygoryt, lizardyt); brak (chryzotyl).
- Przełam muszlowy, drzazgowy, zadziorowaty.
- Twardość: od 2,5 do 6
- Gęstość: 2,2 do 2,7
- Minerały kruche; tylko chryzotyl jest giętki i sprężysty.
- Minerały pospolite i szeroko rozpowszechnione.
- Serpentyny tworzą serpentynity – masywne i zbite skały metamorficzne.
- Serpentyn żelazisty (berthieryn) bogaty w żelazo może być diagenetycznym składnikiem oolitowych rud żelaza dawniej znany był jako szamozyt lub turyngit.

## Odmiany
- serpentyny magnezowe: antygoryt, lizardyt, chryzotyl
- serpentyny magnezowo-niklowe (rudy niklu): garnieryt, nepouit

## Występowanie
Są to minerały wtórne powstałe w wyniku hydrotermalnych przeobrażeń piroksenów rombowych, oliwinów lub rzadziej innych minerałów magnezowych. Są głównym składnikiem serpentynitów.
Miejsca występowania: W Polsce: na Dolnym Śląsku.

## Zastosowanie
- niektóre odmiany stanowią kamienie ozdobne, dekoracyjne, jubilerskie, do wyrobu drobnej galanterii ozdobnej, rzeźb, artystycznej biżuterii: 
  - serpentyn szlachetny;
  - serpofit (dawniej ofit) – odmiana serpentynu szlachetnego, która stanowi składnik skał magmowych (w Polsce został stwierdzony w okolicach Ząbkowic Śląskich);
  - bowenit (jasnozielony, niebieskozielony, występuje na Nowej Zelandii, w Chinach i Afganistanie), tangiwait (niebieskozielony, występuje na Nowej Zelandii), marmolit (niebieskozielony, występuje w USA), picrolit = pikrolit  (jasnozielony, spotykany w Szwecji), baltimoreit (jasnożółty, występuje w Rosji na Uralu), pseudofit (występuje w Bernstein w Austrii), miskeyit (występuje w Vorarlberg w Austrii), satellit (niebieskozielony, występuje w Kalifornii w USA), williamsyt – gemmologiczne, lokalne, przedawnione nazwy odmian serpentynu, głównie klinoantygorytu, niektóre bywają stosowane jako imitacja żadu (tzw. nowy żad);
- chryzotyl i azbest chryzotylowy były powszechnie wykorzystywane w budownictwie, w przemyśle papierniczym, jako materiał izolacyjny (izolator termiczny i elektryczny), materiał ogniotrwały. Ich zastosowanie uległo znacznemu ograniczeniu po odkryciu, że mogą wywoływać choroby nowotworowe.